# 善化里西堡
善化里西堡，是台灣南部自清治時期至日治初期的一個行政區劃，其範圍即今台南市的中部地區。
依據1904年（日明治三十七年）出版的《臺灣堡圖》，善化里西堡被善化里東堡分割成兩部分。面積較小的本部地區地處曾文溪南岸，隸屬臺南廳，其北邊為蔴荳堡，西邊為安定里東堡，南邊為新化里西堡，東邊為善化里東堡。面積較大的東部飛地位於曾文溪北岸，隸屬鹽水港廳，其北邊為善化里東堡鹽水港廳轄區、哆囉嘓東頂堡，東邊及南邊為楠梓仙溪西里，西南邊為新化東里，西邊為新化北里、善化里東堡臺南廳轄區。
1913年（大正二年）11月4日，善化里東、西堡行政區調整，曾文溪以北各庄改隸善化里東堡，以南各庄改隸善化里西堡；同時亦將位於溪北的新化東里蒙正庄改隸善化里東堡。
調整後的善化里西堡範圍包括原有西堡本部及東堡之溪南地區，即今善化區的大部分地區。其西北邊為蔴荳堡，北邊為赤山堡，東北邊及東邊為善化里東堡，東南邊為新化北里，西南邊為新化里西堡，西邊為安定里東堡。

## 調整前管轄街庄
調整前的善化里西堡共轄8個街庄，其中3個街庄位於溪南的本部地區：
- 今善化區境內：灣裡街、曾文庄、六份藔庄

另外5個庄位於溪北的東部飛地：
- 今大內區境內：內庄、頭社庄、鳴頭庄
- 今玉井區境內：口宵里庄
- 今楠西區境內：萊宅庄

## 調整後管轄街庄
調整後的善化里西堡共轄8個街庄，均位於溪南：
- 今善化區境內：灣裡街、曾文庄、六份藔庄、東勢藔庄、北仔店庄、茄拔庄、小新營庄、坐駕庄